# Ячнік Сергій Федорович
Сергій Федорович Ячнік (30 серпня (12 вересня) 1917, Рожни — 23 серпня 2010) — радянський офіцер, Герой Радянського Союзу (1940) за відзнаки у радянсько-фінській війні.

## Біографія
Народився 30 серпня (12 вересня) 1917 року в селі Рожнах (нині Броварського району Київської області) в селянській родині. Українець. Член ВКП (б) з 1939 року. Закінчив середню школу і робітфак.
У 1936 році призваний до лав Червоної Армії. Достроково закінчив танкове училище і з грудня 1939 року брав участь у радянсько-фінській війні. Був командиром танкового взводу 90-го танкового батальйону 20-ї танкової бригади 7-ї армії Північно-Західного фронту. Відзначився 7 березня 1940 року в бою за залізничну станцію Талі. Перед атакою під вогнем противника виконав проходи в протитанкових надовбахи, придушив вогонь ворожого доту і проклав шлях піхоті.
Указом Президії Верховної Ради СРСР від 21 березня 1940 року за мужність і відвагу, проявлені в боях при прориві укріплень ворога лейтенанту Сергію Федоровичу Ячніку присвоєно звання Героя Радянського Союзу з врученням ордена Леніна і медалі «Золота Зірка» (№ 350).
У роки німецько-радянської війни С. Ф. Ячник воював на Західному, Воронезькому, 2-му Українському, 2-му Білоруському і 3-му Білоруському фронтах. Брав участь в боях під Москвою, на Курській дузі. Командував танковою бригадою в Корсунь-Шевченківській та Умансько-Ботошанській операціях, в Румунії, в Прибалтиці і Східній Пруссії. В цих боях був тричі поранений.
У 1951 році закінчив Військову академію бронетанкових і механічних військ. З 1961 року полковник С. Ф. Ячник — в запасі. Жив у Києві. Працював директором республіканського навчально-методичного кабінету. Указом Президента України Віктора Ющенка № 417/2008 від 5 травня 2008 року йому присвоєно звання генерал-майора.

Могила Сергія Ячніка

Помер 23 серпня 2010 року. Похований в Києві на Байковому кладовищі (ділянка № 33).

## Нагороди
Нагороджений орденом Леніна, трьома орденами Червоного Прапора, орденом Суворова 2-го ступеня, орденом Вітчизняної війни 1-го ступеня, двома орденами Червоної Зірки, медалями.